# Sudeki
Sudeki – komputerowa gra fabularna wydana w 2004 roku na konsolę Xbox przez firmę Microsoft Game Studios, a następnie przekonwertowana w 2005 na PC przy udziale ZOO Digital Publishing. Gracz steruje drużyną składającą się z czterech postaci, a ich celem jest uratowanie świata Sudeki przed złym bogiem Heigou.

## Fabuła

### Bohaterowie
Tal - żołnierz, jego ojciec Arlo, jest naczelnikiem straży w zamku. Tal nie ma matki, lecz nie podano przyczyn jej śmierci. Wiadomo jednak, że przed 14-ma laty stracił brata podczas najazdu Aklorian. Stał się wybrańcem Kariston the Wolf, walczy mieczem.
Ailish - czarodziejka, córka królowej Lusici, która włada całym Bright Empire. Często traktowana jak mała dziewczynka, stara się udowodnić, że tak nie jest. Jedyną jej dobrą przyjaciółką jest Remy, jej służąca. Podkochuje się w Talu, którego obserwuje z okna podczas treningu. Została wybranką Olivetess the Eagle, jej bronią jest różdżka.
Buki - wojowniczka, pochodząca z Shadani Mo. Gdy była mała, została osierocona - jej rodzice zmarli podczas wielkiej plagi, jednak szaman wioski zaopiekował się nią i wyszkolił na jedną z najlepszych wojowniczek. Tak samo jak wszyscy mieszkańcy Shadani Mo, odrzuca wszelką technologię i nowatorstwo, pozostając wierna tradycjom i kultowi Mo the great Cat, której jest wybranką. W trakcie swojej przygody powoli przywyka do nauki i technologii, dostrzegając w niej kolejny aspekt natury. W walce używa ostrzy przymocowanych do nadgarstków.
Elco - wynalazca, główny inżynier i naukowiec na dworze cesarzowej, który pochodzi z Transentii. Będąc młody stracił rękę, w której miejsce ma teraz mechaniczną protezę. Jest całkowicie przekonany, że to czego nie da się zbadać, nie istnieje, przez co odrzuca wszelką mistykę, religię i magię. W miarę swojej przygody przekonuje się, że nauka i religia idą w parze. Ma również żonę - Tilly. Jest wybrańcem Lebius the Dragon, a w walce używa broni energetycznej.

### Streszczenie
Akcja gry toczy się w fikcyjnym świecie Sudeki zamieszkanym przez ludzi i antropomorfy stworzonym przez dobrego boga Tetsu. Jego historia sięga tysiąca lat przed akcją gry, kiedy to zły bóg Heigou w zazdrości pokonuje swego brata, boga Tetsu i przejmuje władzę nad światem Sudeki. Na świecie zaczyna panować chaos, a między jej mieszkańcami wybuchają wojny. Gdy jednak zaczynają rozumieć, co się stało, czworo z nich, Kariston, Olivitess, Lebius i Mo jednoczą swe siły i pokonują Heigou i przywracają władzę Tetsu, który ustanowił ich od tego czasu swoimi ulubieńcami. W zemście zły bóg dzieli Sudeki na dwa równoległe światy, tworząc w drugim świecie cienie istot z pierwotnego, zabierając im tym samym część energii życiowej. Podział miał trwać 1000 lat, po których świat znów ma się zjednoczyć, a zły bóg powrócić, by walczyć o władzę.
Tal dostaje rozkaz, by oczyścić z wrogów drogę do New Brightwater, w którym przebywała księżniczka Ailish. Podczas walki z ogrem przychodzi mu z pomocą Tetsu, który obwieszcza, że Tal jest wybrańcem i ma ważne zadanie do spełnienia, oraz ustanawia Kariston jako jego strażnika. Po przybyciu do New Brightwater odnajduje księżniczkę i razem wracają do Ilumina Castle. Tam obserwują odsłonięcie pierwszej z czterech wież, które mają za zadanie wytwarzać magiczną tarczę ochraniającą ludność przed Akloriańczykami i potworami. Konstruktorem jej jest Elco - główny inżynier i naukowiec dworu, który do ukończenia całego urządzenia, potrzebuje jeszcze trzech kryształów.
Na audiencji z cesarzową Tal dowiaduje się, że jeden z kryształów, jakie potrzebuje, znajduje się w Shadani Mo, skąd pochodzi Buki. Ma ona żal do cesarzowej, że nie pomogła wiosce, gdy tego potrzebowała, więc początkowo protestuje przed zabraniem artefaktu. Gdy Tal, Buki i Elco wyruszają, Ailish idzie za nimi, chcąc zaimponować swojej matce. Później Ailish dołącza do pozostałej trójki bohaterów przed świątynią Mo. Bohaterowie docierają do Queen Ghara - królowej pająków, z którą walczy Buki. Po zwycięstwie zabierają kryształ, lecz wtedy pojawiają się zastępy Arkonitów. Uciekając przed nimi przebiegają przez Dragon Chamber, gdzie kryształ w niekontrolowany sposób otwiera magiczny portal, który wciąga ich do Shadow World.
Do powrotu potrzebują Navigation Stone, dzięki któremu można w kontrolowany sposób uaktywniać portale. Aby zdobyć kamień, pokonują Farex Lore, a następnie Buki wybiera się po Navigation Stone, znany także jako Stone of the World, jako jedyna z nich, która może tego dokonać. Tam Spotyka ją Testu i ofiaruję jej za opiekunkę Mo. Następnie bohaterowie wracają do Light Realm, trafiając ponownie do New Brightwater, skąd dostają się łodzią do zamku. Tam Arlo przychodzi do Tala aby go przeprosić, a Ailish obrywa od matki za to, że oddaliła się bez jej zgody i wiedzy. Następnym miejscem, gdzie odkryto odpowiednio duży kryształ to Transentia - rodzinne miasto Elco. Oficjalnie wybierają się tam tylko Elco i Tal, jednak Ailish chcąc udowodnić matce, że nie jest małą dziewczynką, prosi o pomoc Buki i razem wyruszają po kryształ.
Na miejscu okazuje się, że dziewczyny ubiegły już bohaterów i rozmawiają właśnie z nauczycielem Elco - profesorem Haytonem. Wyjaśnia on, że Krenn - wielki robot, odnalazł potrzebny kryształ, po czym się zbuntował, jednak wiadomo też, że odnalazł inny wielki kryształ, prawdopodobnie w równoległym świecie. Drużyna schodzi do podziemi aby pokonać Krenna i zdobyć kryształ. Po wielu perypetiach dokonuje tego Elco. Odnaleziony kryształ przed oddaniem go cesarzowej posłużył jeszcze do uruchomienia dotąd nieaktywnego portalu, przenosząc bohaterów bezpośrednio do Shadow Realms. Profesor Hayton umiera z rąk Talosa, który zabiera kryształ chcąc go dostarczyć cesarzowej Lusici żeby sprowadzić Heigou.
Bohaterowie trafiają do Crystal Reef, miasta będącego odbiciem New Brightwater. W tym świecie nie ma światła, niebo spowite jest gęstymi chmurami, domy są zniszczone, zaś na ulicach spotkać można spotkać zjawy. Trafili oni właśnie do Królestwa Aklorii, skąd pochodzą nękające ich zastępy wrogów. Podczas szukania kryształu, dowiadują się, że w jaskini mieszka Nassaria - potwór nękający tutejszych mieszkańców. W grocie Tal i Elco zostają zahipnotyzowani śpiewem syren i wpadają w pułapkę. Chcąc ich uwolnić, Ailish i Buki pokonują Nassarię. Zaraz po tym nieznani sprawcy atakują ich i porywają. W międzyczasie gracz dowiaduje się o interesach cesarzowej Lusici i Talosa, która chce jak najszybszej konstrukcji wież. Tal po przebudzeniu się, spotyka ponownie Tetsu. Ten mówi mu, że dziewczyny zostały porwane i udziela mu wskazówek jak je odnaleźć. Po tym razem z Elco wyruszają do Cyantine Citadel, gdzie zostają schwytani podczas próby odbicia więźniów. Zaczynają walczyć między sobą co przerywa Caprine - królowa Aklorii. Tłumaczy im pochodzenie świata Sudeki, o bliskim połączeniu światów które są swoimi odbiciami.
Caprine opowiada o problemie uciekającego światła. Jeszcze jakiś czas temu Akloria tętniła życiem, lecz potem światło znikło, zaś samo królestwo stoczyło się, świat stał się brzydki i szary. Przy okazji Akloria, podobnie jak Haskilia zaczęła być nękana przez potwory zrodzone z Light Spawnów, co podważyło teorię o współpracy potworów z żołnierzami Aklorii. Ci ostatni zresztą zbuntowali się przeciw Caprine i zaczęli szukać powodów, dla których światło opuściło ich świat, zaś wszystko wskazywało na to, że znaleźli je właśnie w Haskilii. Tymczasem Caprine mówi o Vessel of the True Side, którą przetrzymuje jeden z ostatnich wiernych jej żołnierzy w Aklorian Stronhold. Artefakt pozwala na zobaczenie odległych i ukrytych miejsc, dzięki czemu bohaterowie mogliby ostatecznie odkryć, co jest powodem ciemności w świecie Aklorii.
Na miejscu okazuje się, że Aklorianie atakowali Haskilię na rozkaz swojego dowódcy - Gerena. Ten dowiedział się, że wieże, które skonstruował Elco nie wytwarzają energii, ale kradną ją z tego wymiaru. Geren stworzył także potwora, którego chciał nasłać na Haskilię, jednak ten został pokonany przez Tala. Następnie Geren poddaje się, bohaterowie wracają zabierając ze sobą artefakt, po który przybyli. Gracz dowiaduje się, że Talos jest bratem Kazela, który zabił swój własny cień 14 lat temu w Haskilii, a był to brat Tala.
Gdy Tal i reszta wracają, okazuje się, że ich przyjaciel okazuje się złodziejem. Nie dowierzając temu, sprawdzają to w Vessel of the True Side. Okazuje się, że Elco skończył właśnie ostatnią wieżę, tym samym okazując się zdrajcą. W Haskilii jednak Elco orientuje się, czego tak naprawdę pragnie Lusica i Talos. Chcą użyć magii wież do sprowadzenia Heigou do ciała Talosa, który ma zapewnić cesarzowej życie wieczne. Elco przerażony tym wszystkim, uszkadza aparaturę i ucieka razem ze swoją żoną Tilly do New Brightwater. Tam ją zostawia, a sam udaje się przeprosić przyjaciół. Gdy przybywa na miejsce i okazuje skruchę, przyjaciele wybaczają mu. Caprine zaś powiadamia ich, że najwyższy czas, aby to wszystko zakończyć. Przenoszą się do The Void, gdzie łączą się z własnymi cieniami. Wtedy na arenie pojawia się Heigou w ciele Talosa. Do walki z nim staje Tal. Gdy wreszcie Heigou zaczyna przegrywać, ostateczny cios zadają mu połączone siły wszystkich czterech bóstw. Heigou zostaje ostatecznie pokonany, a świat łączy się w jedną całość.

## Rozgrywka
Gracz kontroluje drużynę składającą się maksymalnie z czterech postaci, jednak steruje tylko jedną z nich. Postać porusza się po zamkniętych lokacjach które są ze sobą połączone. Istnieje możliwość przełączenia się pomiędzy bohaterami a także zmiana trybu kamery z perspektywy trzecioosobowej na pierwszoosobową.

## Odbiór gry
Sudeki otrzymało zróżnicowane recenzje sięgające od oceny 2/5 serwisu G4 aż do maksymalnej noty od Maxim Online. Bethany Massimilla z serwisu GameSpot stwierdziła, że „ten tytuł wygląda ładnie, ale nieporęczny system walki niszczy radość z grania, a niektóre wypowiedzi bohaterów nie pozwalają zatracić się w świecie gry”. Hilary Goldstein z IGN określiła Sudeki jako najbardziej kolorową grę na Xboxa.